# Atletismo nos Jogos Pan-Americanos de 1971 - 3000 m com obstáculos masculino
A prova dos 3000 m com obstáculos masculino nos Jogos Pan-Americanos de 1971 foi realizada em Cali, Colômbia.

## Medalhistas
| Ouro                           | Prata                       | Bronze                        |
| Mike Manley USA Estados Unidos | Sid Sink USA Estados Unidos | Antonio Villanueva MEX México |

## Resultados
| Posição           | Nome               | Nacionalidade      | Tempo   | Notas |
| ----------------- | ------------------ | ------------------ | ------- | ----- |
| Medalha de ouro   | Mike Manley        | USA Estados Unidos | 8:42.27 |       |
| Medalha de prata  | Sid Sink           | USA Estados Unidos | 8:42.90 |       |
| Medalha de bronze | Antonio Villanueva | MEX México         | 8:46.09 |       |
| 4                 | Ray Varey          | CAN Canadá         | 8:51.80 |       |
| 5                 | Víctor Mora        | COL Colômbia       | 8:52.60 |       |
| 6                 | Grant McLaren      | CAN Canadá         | 9:02.20 |       |
| 7                 | Rafael Baracaldo   | COL Colômbia       | 9:05.68 |       |
| 8                 | José Cobo          | CUB Cuba           | 9:06.79 |       |